# شوتا یومساکا
شوتا یومساکا (انگلیسی: Shota Yomesaka؛ زادهٔ ۱۹ اکتبر ۱۹۹۶) بازیکن فوتبال اهل ژاپن است.
از باشگاه‌هایی که در آن بازی کرده‌است می‌توان به باشگاه فوتبال گامبا اوساکا اشاره کرد.